# 제인 에어

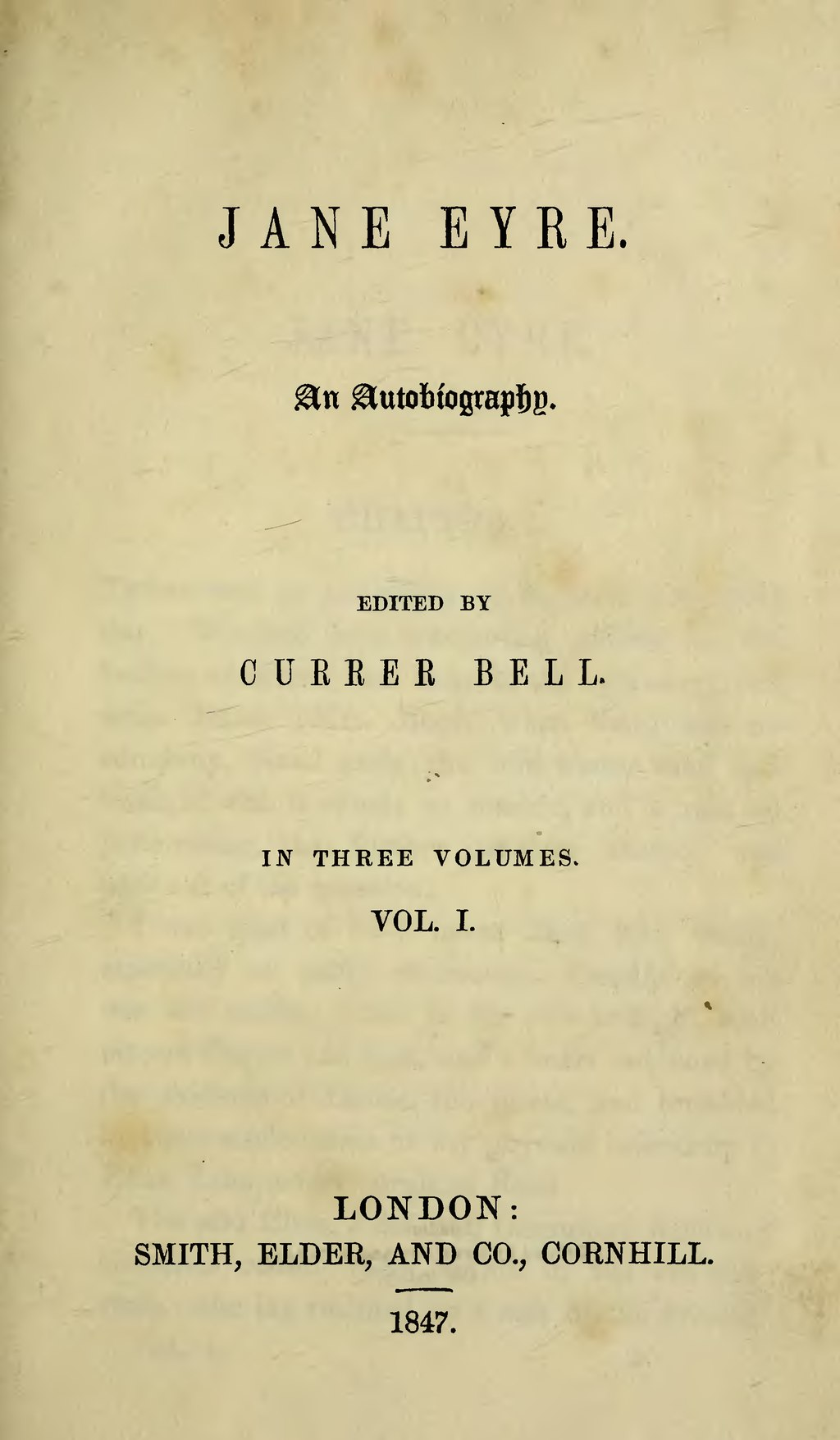
《제인 에어》첫 판의 타이틀 페이지

제인 에어 Jane Eyre (출판 당시의 원제목은 Jane Eyre: An Autobiography)는 영국의 소설가 샬럿 브론테가 쓴 소설이다. "Currer Bell"이라는 펜네임으로 1847년에 영국 런던의 스미스, 엘더 & co.(Smith, Elder & Co.)에서 출판되었다.

## 줄거리

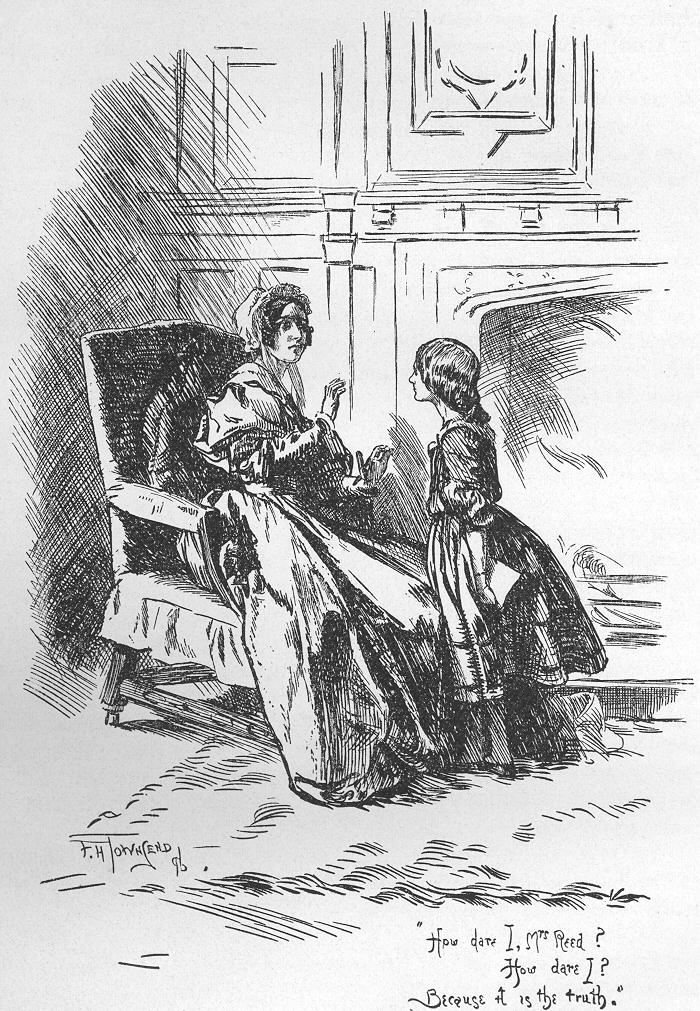
리즈 부인과 다투는 어린 제인, F. H. 타운젠드 그림.

아기 때 티푸스로 부모를 잃고 고아가 된 주인공 제인 에어는 외삼촌의 가족과 살게 되나, 외삼촌의 죽음 이후 외숙모인 리드 부인과 외사촌들로부터 학대를 받으며 자란다. 어느 날 제인은 교육 시설 로우드(Lowood School)로 보내져 거기서 인자한 템플 선생님과 헬렌 번즈를 만난다. 헬렌을 통해 처음 인내와 믿음을 알게 되었지만 헬렌은 학교에서 전염병에 걸려 사망한다.
학생으로서 6년간, 교사로서 2년간 로우드에서 보낸 후, 제인은 어린 프랑스 소녀인 아델르 배런즈를 돌보는 손필드의 가정교사로서 고용된다. 이후 그곳의 가주인 로체스터에게 프로포즈를 받지만, 결혼식 중 다락방에 갇힌 미친 아내의 존재를 알게 된 제인은 충격을 받고, 손필드를 나온다. 길거리에서 헤매다 지쳐 쓰러진 제인은 세인트 존 목사와 자매들의 도움으로 그 집에 몸을 의지하게 된다. 얼마 후 존이 제인의 사촌인 것을 알게 된다. 1년 정도 그곳에서 보내며, 세인트 존이 결혼을 하고 인도에 함께 가자는 요청에 제인의 마음은 잠시 흔들린다. 그러나, 존의 구혼을 받아들이기 전, 제인은 로체스터가 자신을 부르는 환청을 듣고 로체스터를 찾아 손필드로 돌아간다.
로체스터의 저택을 방문한 제인은 이전 해 가을의 화재로 폐허만 남아 있는 것을 알게 된다. 불을 지른 로체스터 부인이 옥상에서 몸을 던져 죽었다는 말을 듣고, 로체스터도 한 팔과 한쪽 눈을 잃은 것을 알게 된다. 로체스터와 결혼할 것을 스스로 맹세한 제인은 그를 떠나지 않고, 조용하게 그와 결혼식을 올린다.

## 등장 인물
- 제인 에어

어려서 부모를 여의고 리드 외숙모에게 맡겨져 모진 학대를 받는다. 고아자선기관인 로우드(Lowood) 학교에서 훌륭한 여성으로 성장하여, 손필드(Thornfield) 저택에 가정교사로 들어간다. 거기서 로체스터를 만난다. 모든 역경을 이기고 용기있는 사랑을 한다.
- 헬렌 번즈

책 읽기를 좋아하는 무척 선량하고 마음이 깨끗한 소녀이다. 제인이 로우드 학교에서 만난 친구로 제인에게 많은 힘이 되어 준다. 폐결핵으로 13세의 나이에 일찍 죽는다.
- 템플 선생님

로우드 학교의 선생님이다. 학생들에게 친절하고, 특히 제인에게 꿈과 희망을 안겨 준다. 제인이 로우드 학교에서 잘 성장하도록 열심히 도와 준다. 나중에 목사와 결혼한다.
- 에드워드 페어팩스 로체스터

우울한 눈빛과 고집스런 성품을 가진 쏜필드 저택의 주인이다. 가정 교사로 온 제인을 사랑하게 된다. 제인과 결혼하려 했으나 숨겨 둔 비밀이 밝혀져 뜻을 이루지 못하고 좌절한다. 이후 떠나간 제인을 기다린다.
- 리드 부인

제인의 외숙모이다. 돈이 아주 많은 귀부인으로 제인을 몹시 미워한다. 집안이 망하자 병으로 죽는다.
- 베시

리드 부인의 하녀이다. 구박받는 제인을 따뜻하게 대해 준다. 제인의 외로운 상황을 가슴 아파한다.
- 아델

제인의 제자이다. 로체스터가 예전에 알고 지내온 프랑스 오페라 가수의 딸. 가수가 죽은 후 로체스터가 데려와 기른다. 공부하기는 싫어하지만 밝고 명랑한 성격 때문에 제인의 사랑을 받는다.
- 블랑시 잉그램

굉장한 미인으로 로체스터의 마음에 들기 위해 무척 노력한다. 거만하고 재물 욕심이 많다.
- 앨리스 페어팩스

손필드 저택의 가정부. 제인에게는 살갑게 대하나 로체스터와의 약혼을 탐탁지 않게 생각한다.